# Moussa Fofana
Moussa Fofana (1989. augusztus 16. –) Burkina Fasó-i labdarúgó.